# Trois chansons françaises de Louis Aubert
Les Trois chansons françaises sont un ensemble de mélodies composé par Louis Aubert en 1940.

## Composition
Louis Aubert compose ses Trois chansons françaises en 1940, en harmonisant des chansons populaires à l'intention de Charles Panzéra, qui en assure la création.

## Présentation
1. « Les Charpentiers du roi » ;
2. « Le Nez de Martin » ;
3. « Les Souliers de l'avocat ».

## Postérité
En 1960, l'historien de la musique Paul Pittion mentionne les Trois chansons françaises de Louis Aubert, « charmantes mélodies aux lignes souples et expressives, aux harmonies simples ». En 1994, le Guide de la mélodie et du lied ne mentionne pas les Trois chansons françaises parmi les « mélodies organisées en recueils » de Louis Aubert. En 2005, le Dictionnaire de la musique dirigé par Marc Vignal mentionne que Louis Aubert « pratiqua aussi la critique musicale et fut élu à l'Institut en 1956 » mais ne donne le titre d'aucune de ses œuvres…

## Analyse
Vladimir Jankélévitch s'amuse du « bon mauvais goût qui s'exprime dans la sentimentalité de ces chansons et de ces complaintes. L'auteur du Nez de Martin et des Souliers de l'avocat est aussi le musicien raffiné de la Sérénade mélancolique et surtout des admirables Poèmes arabes ».

## Discographie
- Louis Aubert, Mélodies, par Françoise Masset (soprano), Christophe Crapez (ténor) et Claude Lavoix (piano), 2003, Maguelone MAG 111.134 (premier enregistrement mondial)

### Ouvrages généraux
- Marie-Claire Beltrando-Patier, Brigitte François-Sappey et Gilles Cantagrel (dirs.), Guide de la mélodie et du lied, Paris, Fayard, coll. « Les Indispensables de la musique », 1994, 916 p. (ISBN 2-213-59210-1, OCLC 417117290, BNF 35723610), « Louis Aubert », p. 11–12.
- Paul Pittion, La musique et son histoire : de Beethoven à nos jours, t. II, Paris, Éditions Ouvrières, 1960, 574 p. (BNF 33137562), « En France, l'inspiration littéraire — la mélodie », p. 457-469.
- Marc Vignal, Dictionnaire de la musique, Paris, Larousse, 2005, 1078 p. (ISBN 2-03-511001-7, lire en ligne), « Louis Aubert », p. 39-40.

### Monographies
- Louis Vuillemin, Louis Aubert : Son œuvre, Paris, Éditions Durand, 1921, 72 p.

### Articles
- Vladimir Jankélévitch, Premières et Dernières Pages : Louis Aubert, Paris, Seuil, 1994 (1re éd. 1974), 318 p. (ISBN 2-02-019943-2 et 978-2-02-019943-8), p. 290-298.